# Moordfeest
Moordfeest is een Nederlands televisieprogramma dat uitgezonden wordt door SBS6. In het programma probeert een groep bekende Nederlanders een fictieve moord op te lossen. De presentatie van het programma is in handen van Hans Kesting.

## Format
In iedere aflevering van het programma worden zeven bekende Nederlanders uitgenodigd op een speciale locatie. Terwijl zij op deze locatie zijn is er een evenement gaan, dit evenement kan een bruiloft of première zijn en worden in scene gezet met onbekende acteurs. Tijdens deze evenementen wordt er een fictieve moord gepleegd, op een van de zojuist aangekomen bekende Nederlanders. Aan de andere kandidaten de opdracht als rechercheur te werk te gaan en een moordonderzoek te starten om aan de hand van verschillende hints binnen twee dagen te ontdekken wie de bekende moordenaar is. De nieuwe rechercheurs mogen er zelf voor kiezen of ze informatie met elkaar willen delen, aangezien er maar één rechercheur aan het einde van de aflevering wordt uitgeroepen tot 'beste rechercheur'. De beste rechercheur wordt gekozen aan de hand van welke rechercheur de moordenaar weet te ontmaskeren. Lukt dit meerdere rechercheurs dan wordt gekeken naar wie de meeste vragen van het individuele eindonderzoek juist wist te beantwoorden.
Kijkers kunnen tijdens de aflevering meespelen door QR-codes te scannen die tijdens de uitzending in beeld verschijnen en vervolgens op hun telefoon de vragen te beantwoorden. De kijker die de moordenaar weet te raden en de meeste punten heeft verzameld, wint 10.000 euro.

## Seizoensoverzicht
| Seizoen         | Uitzendtijden              | Aantal afleveringen | Start seizoen    | Start seizoen | Einde seizoen     | Einde seizoen | Gemiddelde kijkcijfers |
| Seizoen         | Uitzendtijden              | Aantal afleveringen | Datum            | Kijkcijfers   | Datum             | Kijkcijfers   | Gemiddelde kijkcijfers |
| --------------- | -------------------------- | ------------------- | ---------------- | ------------- | ----------------- | ------------- | ---------------------- |
| Pilotaflevering | Zaterdag 20:00 – 21:30 uur | 1                   | 16 december 2023 | 901.000       | n.v.t.            | n.v.t.        | 901.000                |
| 1               | Zaterdag 20:00 – 21:30 uur | 6                   | 17 augustus 2024 | 877.000       | 21 september 2024 | 454.000       | 648.333                |

## Afleveringen

### Pilotaflevering
| Afl. | Uitzenddatum     | Rechercheurs     | Rechercheurs   | Rechercheurs   | Slachtoffer       | Moordenaar    | Kijkcijfers |
| ---- | ---------------- | ---------------- | -------------- | -------------- | ----------------- | ------------- | ----------- |
| 1    | 16 december 2023 | Patrick Martens  | Kees Boot      | Barrie Stevens | Victoria Koblenko | Henny Huisman | 901.000     |
| 1    | 16 december 2023 | Georgina Verbaan | Daphne Deckers | Guido Spek     | Victoria Koblenko | Henny Huisman | 901.000     |

### Seizoen 1
| Afl. | Uitzenddatum      | Rechercheurs          | Rechercheurs        | Rechercheurs            | Slachtoffer      | Moordenaar         | Kijkcijfers |
| ---- | ----------------- | --------------------- | ------------------- | ----------------------- | ---------------- | ------------------ | ----------- |
| 1    | 17 augustus 2024  | Tatum Dagelet         | Thomas van Luyn     | Francis van Broekhuizen | Fred van Leer    | Wendy van Dijk     | 877.000     |
| 1    | 17 augustus 2024  | Juvat Westendorp      | Annick Boer         | Dennis van der Geest    | Fred van Leer    | Wendy van Dijk     | 877.000     |
| 2    | 24 augustus 2024  | Niek Roozen           | Bobbi Eden          | Tygo Gernandt           | Tina de Bruin    | Britt Dekker       | 749.000     |
| 2    | 24 augustus 2024  | Mark Schaaf           | Maria Tailor        | Stijn Fransen           | Tina de Bruin    | Britt Dekker       | 749.000     |
| 3    | 31 augustus 2024  | Olcay Gulsen          | Pauline Wingelaar   | Thomas Cammaert         | Roué Verveer     | Patty Brard        | 612.000     |
| 3    | 31 augustus 2024  | Jody Bernal           | Pip Pellens         | Roeland Fernhout        | Roué Verveer     | Patty Brard        | 612.000     |
| 4    | 7 september 2024  | Birgit Schuurman      | Maik de Boer        | Charly Luske            | Freek Bartels    | Herman den Blijker | 617.000     |
| 4    | 7 september 2024  | Imanuelle Grives      | Channah Koerten     | Dwight Dissels          | Freek Bartels    | Herman den Blijker | 617.000     |
| 5    | 14 september 2024 | Jasmine Sendar        | Fockeline Ouwerkerk | Roy Donders             | Frans Duijts     | Paul de Leeuw      | 581.000     |
| 5    | 14 september 2024 | Remy Bonjasky         | Irene Moors         | Roxanne Kwant           | Frans Duijts     | Paul de Leeuw      | 581.000     |
| 6    | 21 september 2024 | Kim-Lian van der Meij | Gaby Blaaser        | Barry Paf               | Heleen van Royen | Robert ten Brink   | 454.000     |
| 6    | 21 september 2024 | John de Bever         | Ferri Somogyi       | Linda Hakeboom          | Heleen van Royen | Robert ten Brink   | 454.000     |

## Achtergrond
Het programma wordt geproduceerd door ITV Studios Netherlands en ging op zaterdagavond 16 december 2023 van start met een pilotaflevering bij SBS6. De pilotaflevering werd bekeken door 901.000 kijkers, wegens deze relatief goede kijkcijfers besloot SBS6 een volledig seizoen van het programma te bestellen. Het eerste seizoen ging vervolgens op 17 augustus 2024 van start, de eerste aflevering werd bekeken door 877.000 kijkers.